# David Ajala
David Ajala (Hackney, Londres, 21 de mayo de 1986) es un actor británico conocido por sus papeles en El destino de Júpiter, Supergirl o Nightflyers. 

## Vida personal
David Ajala, nacido en Hackney, Londres, el 21 de mayo de 1986, es un actor británico de origen yoruba, de  Nigeria. Miembro de una familia de seis hermanos, cinco chicos y una chica.
En el colegio, viendo que estaba lleno de energía, un profesor le convenció de apuntarse a teatro asegurándole que así ligaría más, cosa que reconoce que habría funcionado un poco, pero que estaba tan centrado en el trabajo que no les dedicaba tiempo a las chicas.
Una vez dentro, le cogió interés a la actuación y decidió seguir con ello. Sus padres, también actores, le apoyaron mucho en su decisión de ser actor.
Estudió interpretación en el  Anna Scher Theatre. Allí, indica que los ejercicios eran para que improvisaran. Les daban el comienzo y el final de un diálogo y, a partir de eso, tenían que elaborar la historia sobre la marcha.
Luego una beca para estudiar en el Courtyard Theatre Drama School.
Ha revelado poco acerca de su vida personal, pero, gracias a las publicaciones de su mujer, se sabe que se casó con Terri Martin en 2010  después de una larga relación, y tuvieron un hijo en 2012, Elijah, y otro en 2014,Toby.
Su mujer, Terri, es presentadora y videobloguera.
Debido a su trabajo como actor, su residencia ha ido residiendo en Londres, Chicago, Nueva York y Los Ángeles.

## Carrera
Su primer papel fue Otello, mientras estudiaba teatro, a los diecinueve años.
Al principio, le costaba conseguir trabajo por su falta de experiencia, lo que siempre le ha parecido injusto, porque, sin oportunidades, no podía conseguir la experiencia requerida.
Empezó a actuar profesionalmente para la Royal Shakespeare Company.
Entre sus producciones teatrales, cabe destacar que, en 2008, interpretó a Reinaldo en una representación de Hamlet en la que también participaban David Tennant y Patrick Stewart.
En 2009, ganó el Premio BEFFTA a mejor actor de televisión, aparte de haber recibido varias nominaciones con los años.

## Filmografía

### Películas
| Año            | Título                        | Papel                          | Notas                              |
| -------------- | ----------------------------- | ------------------------------ | ---------------------------------- |
| 2006           | Kidulthood                    | Desmond                        | No aparece en los créditos         |
| 2008           | Adulthood                     | Desmond                        |                                    |
| 2008           | The Dark Knight               | Cazarrecompensas               |                                    |
| 2010           | National Theatre Live: Nation | Milo                           |                                    |
| 2010           | Winter Sun                    | Hombre                         | Corto                              |
| 2010           | Following Footsteps           | Christopher Knight             |                                    |
| 2011           | One Day (película)            | Encargado de planta            |                                    |
| 2011           | Spirit                        | Terror                         | Cortos                             |
| 2012           | Illegal Activity              | Edward                         | Cortos                             |
| 2012           | Sentenced Served              | Marvin                         | Cortos                             |
| 2012           | Payback Season                | Baron                          |                                    |
| 2012           | Offender                      | Kelvin                         |                                    |
| 2013           | Fast & Furious 6              | Ivory                          |                                    |
| 2013           | Starred Up                    | Tyrone                         |                                    |
| 2013           | Breakthrough                  | Henry                          | Cortos                             |
| 2014           | Queen of Diamonds             | Hombre del banco               | Cortos                             |
| 2014           | Emulsion                      | Jeff                           |                                    |
| 2015           | El destino de Júpiter         | Ibis                           |                                    |
| 2015           | He Works the Long Nights      |                                | Cortos                             |
| 2016           | Seekers                       | Amadu                          | Cortos                             |
| 2016           | Kill Command                  | Drifter                        |                                    |
| 2016           | Brotherhood                   | Detective Desmond 'BUDS' Lynch |                                    |
| 2017           | The Art of Love               | Anthony                        | Cortos                             |
| 2017           | Support                       | Chris                          | Cortos                             |
| Por determinar | Without Disguise              | Leo                            | Corto En proceso de postproducción |
| Por determinar | Sacrilege                     | Trickster                      | En proceso de preproducción        |

* Fuente: Imdb

### Series
| Año            | Título                             | Papel                | Notas                               |
| -------------- | ---------------------------------- | -------------------- | ----------------------------------- |
| 2007           | Dream Team                         | Sean Campbell        | 18 episodios                        |
| 2008           | The Revenge Files of Alistair Fury | Steve                | Episodio "Technology Bytes"         |
| 2008           | The Bill                           | Lenny Jones          | Episodio "Beth Undercover"          |
| 2008           | Trexx and Flipside                 | Flipside             | 6 episodios                         |
| 2009           | Hamlet                             | Reinaldo/envenenador | Película para televisión            |
| 2010           | Doctor Who                         | Peter                | Episodio "The Beast Below"          |
| 2011           | Silent Witness                     | Mark Blakefield      | 2 episodios                         |
| 2011           | Coming Up                          | Malachi              | Episodio "Micah"                    |
| 2011           | Misfits                            | Investigador privado | Episodio "3.6"                      |
| 2012           | Monroe                             | Max Portas           | Episodio "2.4"                      |
| 2013           | Crimen en el paraíso               | Louis Nelson         | Episodio "Murder on the Plantation" |
| 2013           | Black Mirror                       | Jeff Carter          | Episodio "The Waldo Moment"         |
| 2013           | Law & Order: UK                    | Gavin Dale           | 2 episodios                         |
| 2014           | Black Box                          | Will Van Renseller   | Personaje principal. 13 episodios   |
| 2016           | Beowulf                            | Rate                 | 5 episodios                         |
| 2016           | Hooten & the Lady                  | Dawit                | Episodio "Ethiopia"                 |
| 2016           | The Break                          |                      | Episodio "System Cycle"             |
| 2016-2018      | Falling Water                      | Burton               | 20 episodios                        |
| 2018           | Nightflyers                        | Roy Eris             | 10 episodios                        |
| 2018-2019      | Supergirl                          | Manchester Black     | 7 episodios                         |
| 2019           | Urban Myths                        | Ladrón               | Episodio "Grace Under Pressure"     |
| 2020-2024      | Star Trek: Discovery               | Cleveland Booker     | 40 episodios                        |
| Por determinar | Under the Bridge                   | Dan Wilcox           | Película para televisión Completada |
| 2025           | Nine bodies in a mexican morgue    | Zack                 | 6 episodios                         |

* Fuente: Imdb

### Videojuegos
| Año  | Título                 | Papel                |
| ---- | ---------------------- | -------------------- |
| 2017 | Mass Effect: Andromeda | Voces adicionales    |
| 2017 | Need for Speed Payback | Sean 'Mac' McAlister |

* Fuente: Imdb